# 曹颖 (1962年)
曹颖（1962年10月—），辽宁省灯塔市人，中国共产党党员，毕业于黑龙江省财政专科学校工业企业财务管理专业。曾任中共辽阳市委常委、政法委书记，2018年1月起，任政协辽阳市第十四届委员会主席。2022年6月21日因涉嫌严重违纪违法，被辽宁省纪委监委纪律审查和监察调查。